# Pterine
Unter dem Namen Pterine werden nach einem Vorschlag von Wolfgang Pfleiderer Naturstoffe zusammengefasst, in welchen das Grundgerüst des 2-Amino-4-oxo-3,4-dihydropteridins, Pterin genannt, auftritt. Auch hydrierte Verbindungen werden zu dieser Verbindungsgruppe gezählt, z. B. 7,8-Dihydropterine oder 5,6,7,8-Tetrahydropterine. Pterine können als Untergruppe der Pteridine klassifiziert werden.

Strukturformel von Pterinen, 7,8-Dihydropterinen und 5,6,7,8-Tetrahydropterinen: Die Substituenten R^{6} und R^{7} können Wasserstoff, O-substituierte Alkylreste oder Sauerstoff (HO bzw. O=) sein.

Pterine sind unter den Lebewesen weit verbreitet und erfüllen dort wichtige biologische Funktionen. Biogenetisch entstehen sie aus dem Purin-Nukleotid Guanosintriphosphat in mehreren, teils komplizierten, Reaktionsschritten. Für Beispiele siehe die Artikel Biopterin, Leukopterin, Neopterin, Sepiapterin, Xanthopterin und Folsäure.